# La Leçon de musique (Matisse)
Pour les articles homonymes, voir La Leçon de musique.
La Leçon de musique est un tableau réalisé par le peintre français Henri Matisse en 1917. Conservée à la Fondation Barnes, à Philadelphie, cette huile sur toile est un portrait de famille représentant les proches de l'artiste autour d'un piano Pleyel et d'une fenêtre à Issy-les-Moulineaux.
Le thème est une reprise nettement plus naturaliste de La Leçon de piano, exécutée l'année précédente en grands pans colorés, et qui se trouve désormais au Museum of Modern Art, à New York. La peinture Femme au tabouret accrochée sur le mur du fond y est nettement plus reconnaissable.

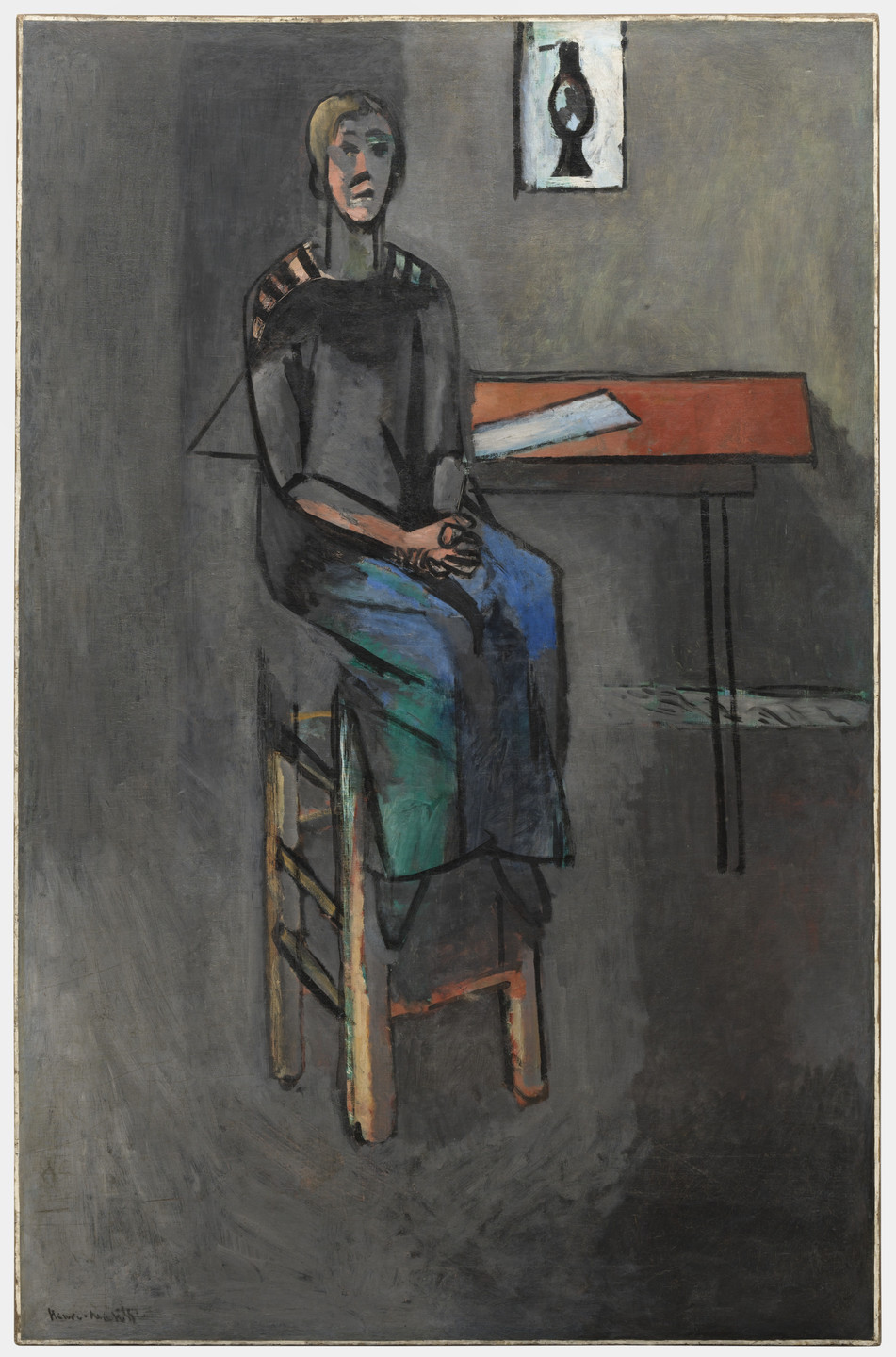
Femme au tabouret, 1914 – Museum of Modern Art, New York.
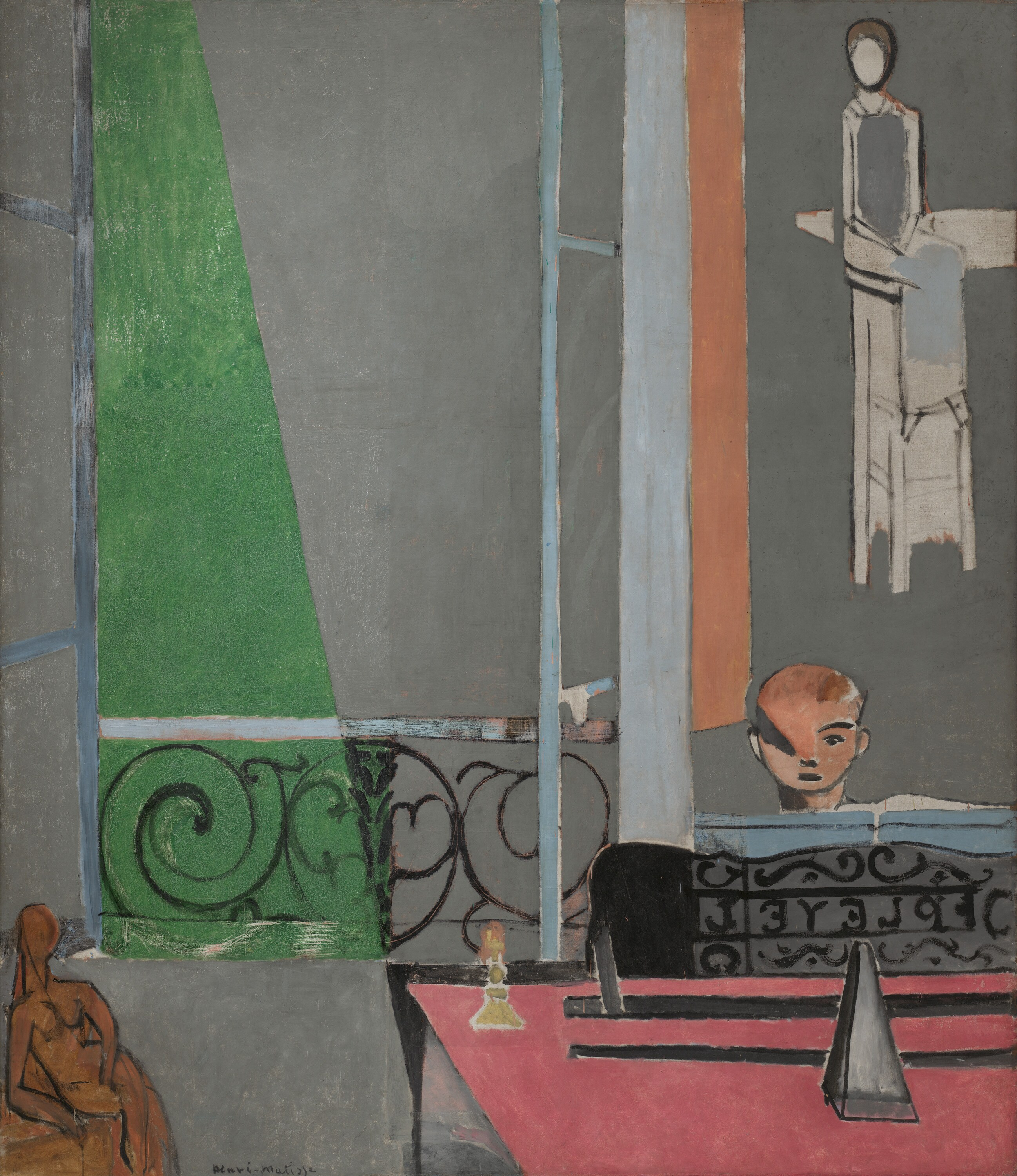
La Leçon de piano, 1916 – Museum of Modern Art, New York.